# Шингак-Кульский сельсовет
Шингак-Кульский сельсовет (до 2004 г. Шингаккульский сельсовет) — муниципальное образование в Чишминском районе Башкортостана.
Согласно Закону о границах, статусе и административных центрах муниципальных образований в Республике Башкортостан имеет статус сельского поселения.

## Состав сельсовета
- с. Шингак-Куль,
- х. Верхний,
- х. Нижний,
- х. Дальний,
- д. Кузьминка,
- д. Дмитриевка,
- д. Верхнехозятово,
- д. Екатеринославка,
- д. Новоусманово,
- д. Пасяковка,
- д. Среднеусманово,
- д. Среднехозятово,
- с. Ябалаклы.

## История
1981 год
Указ Президиума Верховного Совета Башкирской АССР от 26 ноября 1981 г. № 6-2/464 «О перечислении поселка 4-го отделения совх. „Смычка“ из Удрякбашевского с/с Благоварского района в состав Шингак-Кульского с/с Чишминского района»
2004 год
Закон Республики Башкортостан от 17.12.2004 г № 125-З «Об изменениях в административно-территориальном устройстве
Республики Башкортостан, изменениях границ и преобразованиях муниципальных образований в Республике Башкортостан», гласит:
99. Изменить границы Новоусмановского и Шингак-Кульского сельсоветов Чишминского района согласно представленной схематической карте, передав село Ябалаклы Новоусмановского сельсовета Чишминского района в состав территории Шингак-Кульского сельсовета Чишминского района.
ст. 2 «Изменения границ и преобразования муниципальных образований в Республике Башкортостан», п.2, ч.31

2. Изменить наименования следующих муниципальных образований:
31) по Чишминскому району:
а) «Лесной поссовет» на «Лесной сельсовет»;
б) «Караякуповский сельсовет» на «Кара-Якуповский сельсовет»;
в) «Шингаккульский сельсовет» на «Шингак-Кульский сельсовет»;

2006 год
Законом РБ от 29.12.2006 № 404-з внесены изменения в Закон Республики Башкортостан «Об изменениях в административно-территориальном устройстве Республики Башкортостан, изменениях границ и преобразованиях муниципальных образований в Республике Башкортостан»:
ст.1, часть 196.

Изменить границы Дурасовского и Шингак-Кульского сельсоветов Чишминского района согласно представленной схематической карте, передав деревню Кузьминка Дурасовского сельсовета в состав территории Шингак-Кульского сельсовета
.

## Население
| 2002  | 2009  | 2010  | 2012  | 2013  | 2014  | 2015  |
| ----- | ----- | ----- | ----- | ----- | ----- | ----- |
| 4742  | ↗5334 | ↘4990 | ↘4923 | ↘4843 | ↘4789 | ↘4764 |
| 2016  | 2017  | 2018  |       |       |       |       |
| ↘4681 | ↘4631 | ↘4605 |       |       |       |       |